# Грифит (Индијана)
Грифит (енгл. Griffith) град је у америчкој савезној држави Индијана.

## Демографија
По попису из 2010. године број становника је 16.893, што је 441 (-2,5%) становника мање него 2000. године.
| Група             | 2000.          | 2010.          |
| Белци             | 13.738 (79,3%) | 11.459 (67,8%) |
| Афроамериканци    | 1.753 (10,1%)  | 2.848 (16,9%)  |
| Азијати           | 140 (0,8%)     | 133 (0,8%)     |
| Хиспаноамериканци | 1.461 (8,4%)   | 2.248 (13,3%)  |
| Укупно            | 17.334         | 16.893         |